# Oskar Zeller

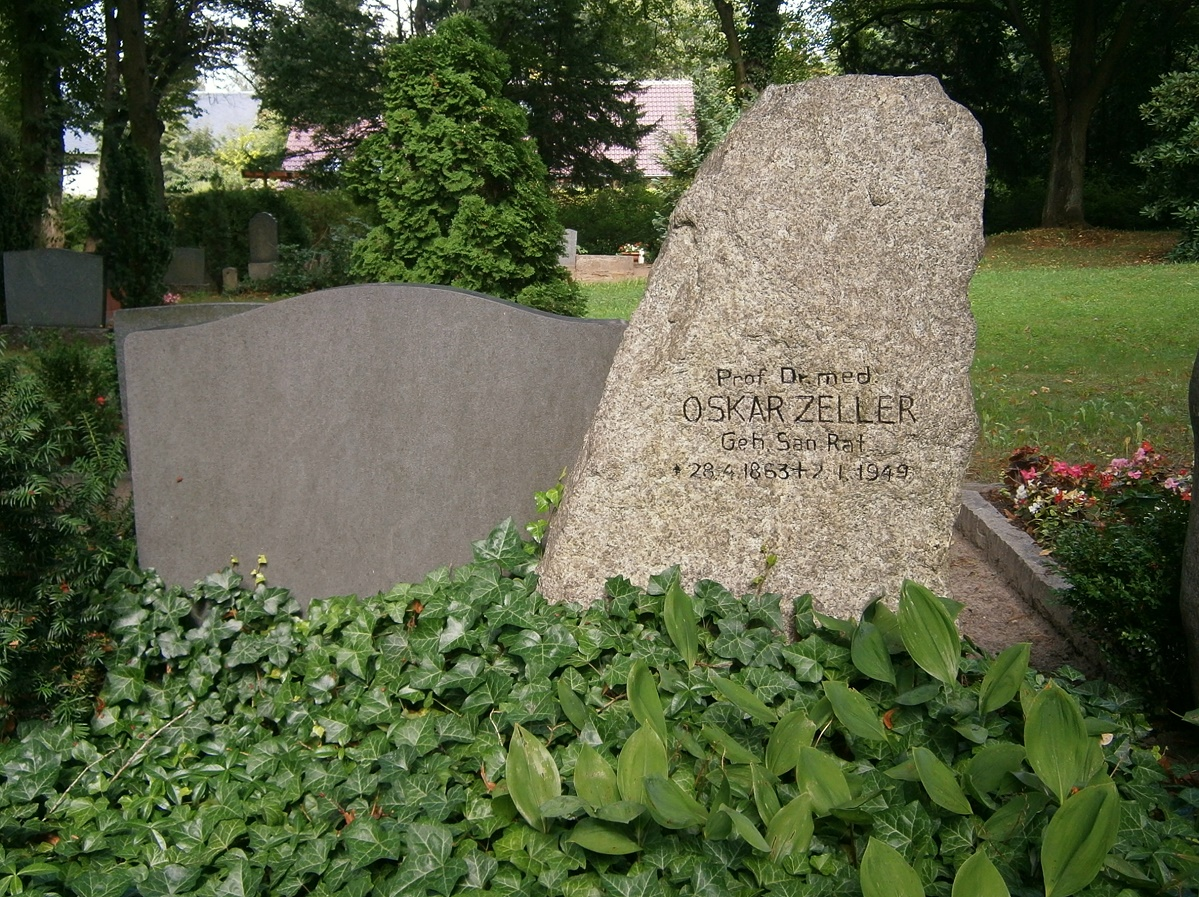
Zellers Grab

Oskar Friedrich Heinrich Zeller (* 28. April 1863 in Uslar; † 2. Januar 1949 in Neuenhagen bei Berlin) war ein deutscher Chirurg.

## Leben
Oskar Zeller begann an der Georg-August-Universität Göttingen Medizin zu studieren. 1883 wurde er im Corps Hercynia Göttingen aktiv. Als Inaktiver wechselte er an die Friedrich-Wilhelms-Universität zu Berlin, die ihn 1891 zum Dr. med. promovierte. 1894 wurde er auch Mitglied des Corps Borussia Berlin. Er arbeitete als 1. Assistent bei dem Chirurgen Eduard Sonnenburg in Berlin. 1908 wurde ihm vom Preußischen Ministerium der geistlichen, Unterrichts- und Medizinalangelegenheiten das Prädikat Professor beigelegt. 1917 wurde ihm der Charakter "Geheimer Sanitätsrat" verliehen. In Berlin lebte er 1905 in der Altonaer Straße 17 im Hansaviertel. Zeitweilig lebte er am Hohenzollerndamm 192 in Berlin-Wilmersdorf. Einen Teil seines Lebens lebte er in Uslar in der Alleestraße 12. Hier war er praktischer Arzt tätig. In Berlin spezialisierte sich Zeller, unter anderem, auf die Behandlung von Reitunfällen. Viele der in Berlin und Hoppegarten ansässigen Jockeys ließen sich nach Verletzungen und Stürzen von ihm behandeln. Als seine Wohnung bei den Bombenangriffen auf Berlin zerstört wird zieht er nach Neuenhagen, einem Nachbarort von
Hoppegarten, das er bereits aus seiner beruflichen Tätigkeit kannte. Noch im hohen Alter praktizierte er hier als Arzt.
Seine Grabstätte befindet sich bis heute auf dem Friedhof in Neuenhagen. 

## Ehrungen
- Geheimer Sanitätsrat
- Oskar-Zeller-Straße in Uslar

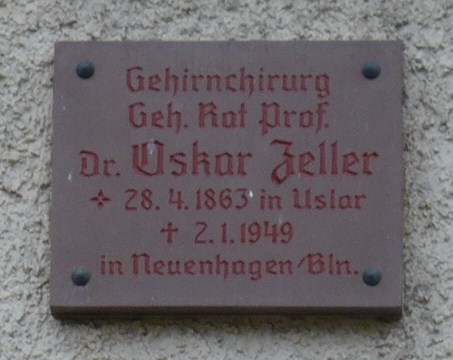
Gedenktafel an Zellers altem Wohnsitz

- Professor-Zeller-Straße in Neuenhagen bei Berlin
- Ehrenmitglied der Berliner Chirurgischen Gesellschaft[7]

## Schriften
- Zur Exstirpation der Beckengeschwülste. Deutsche Zeitschrift für Chirurgie 71 (1903), S. 538–581, doi:10.1007/BF02791328.
- Versuche zur Wiederbelebung von Tieren mittels arterieller Durchströmung des Herzens und der nervösen Zentralorgane. Deutsche Zeitschrift für Chirurgie 95 (1908), S. 488–559, doi:10.1007/BF02791736.
- Die chirurgische Behandlung des durch Aneurysma arterio-venosum der Carotis interna im Sinus cavernosus hervorgerufenen pulsierenden Exophthalmus. Ein neues Verfahren. Deutsche Zeitschrift für Chirurgie 111 (1911), S. 1–39, doi:10.1007/BF02816273.
- Erfahrungen bei 240 Nervenoperationen. Berliner Klinische Wochenschrift 57 (1920), S. 399–401, H. 18, S. 425–427.
- Die chirurgische Behandlung der Bruststeckschüsse. Deutsche Zeitschrift für Chirurgie 154 (1920), S. 87–131, doi:10.1007/BF02799157.
- Die ersten Versuche der Behandlung eitriger Meningitis mittels Ausblasung der Subarachnoidalräume mit Acetylen. Deutsche Zeitschrift für Chirurgie 234 (1931), S. 838–843, doi:10.1007/BF02797662.